# Brenda Taylor (roddare)
Brenda Taylor, född den 28 oktober 1962 i Nanaimo i Kanada, är en kanadensisk roddare.
Hon tog OS-guld i fyra utan styrman i samband med de olympiska roddtävlingarna 1992 i Barcelona.